# Jörg Reinhardt
Jörg Reinhardt (* 11. März  1956 in Homburg) ist ein deutscher Manager. Seit 2013 ist er Verwaltungsratspräsident des Schweizer Pharmakonzerns Novartis. Seit 2017 ist er Verwaltungsratsmitglied beim Schweizer Rückversicherungskonzern Swiss Re.

## Leben und Wirken
Reinhardt studierte Pharmazie an der Universität des Saarlandes und wurde dort 1981 promoviert. Seine berufliche Laufbahn begann er 1982 bei Sandoz in der Schweiz, die 1996 mit Ciba-Geigy zu Novartis fusionierte.
Bei Sandoz war er im Bereich Forschung und Entwicklung tätig und wurde 1994 Entwicklungschef. Nach der Fusion zu Novartis war Reinhardt konzernweit zunächst für die präklinische Entwicklung verantwortlich und danach für die gesamte Arzneimittelentwicklung. 2008 wurde er Chief Operating Officer von Novartis.
Von 2010 bis 2012 war er Vorsitzender des Vorstands der Bayer HealthCare AG und Vorsitzender des Bayer HealthCare Executive Committee.
Von 2000 bis 2010 war Reinhardt Präsident des Stiftungsrats des Genomics Institute der Novartis Forschungsstiftung in den USA. Von 2001 bis 2004 war er Mitglied des Aufsichtsrats der MorphoSys AG in Deutschland und von 2012 bis 2013 Mitglied des Verwaltungsrats der Lonza Group in der Schweiz.
Reinhardt ist verheiratet mit einer selbstständigen Apothekerin und Vater zweier erwachsener Kinder. Er lebt seit Ende seines Studiums in der Nähe von Freiburg i.B.